# Ferdinand von Quast
Ferdinand von Quast (Radensleben, 18 ottobre 1850 – Potsdam, 27 marzo 1939) è stato un generale tedesco.

## Biografia

### I primi anni

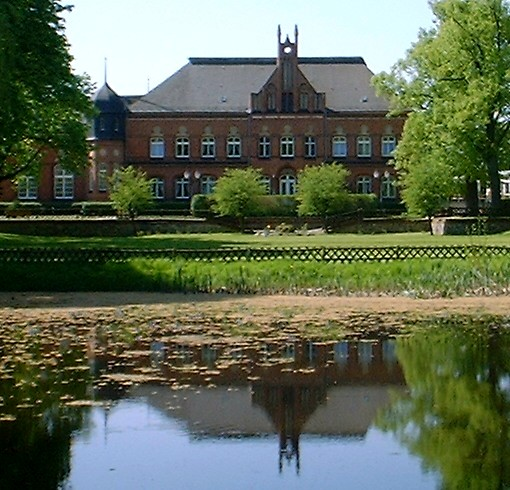
Il Castello di Radensleben, storica residenza della famiglia von Quast

Von Quast proveniva da un'antica famiglia dell'aristocrazia dell'Anhalt, feudataria di Radensleben, ed egli era nello specifico figlio di un parlamentare conservatore.
Egli iniziò la propria carriera nell'esercito prussiano nel 1870 a conclusione della guerra franco-prussiana, nel 2º reggimento di fanteria della guardia. Con questo reggimento raggiunse il grado di secondo luogotenente e si guadagnò la Croce di Ferro di II classe.
Il 23 settembre 1879 venne promosso primo luogotenente e nel 1887 ottenne il grado di capitano, posto a comando del proprio reggimento. Nel 1894 venne promosso maggiore e assegnato allo staff dell'esercito come comandante del 2º reggimento delle guardie a piedi.
Nel 1901 venne promosso al rango di luogotenente colonnello e ed entrò nello staff dell'Imperatore nel 1º reggimento, raggiungendo il rango di colonnello nel 1903. Come maggiore generale ottenne il comando della 39ª brigata di fanteria ad Hannover nel 1907. Nello stesso anno egli divenne anche comandante della 3ª brigata di fanteria della guardia a Berlino e della 2ª brigata di fanteria della guardia a Potsdam. Nel luglio del 1910 divenne comandante della 36ª divisione di fanteria di stanza a Danzica.
Il 10 settembre 1910 venne promosso luogotenente generale e venne nominato per breve tempo comandante della 6ª divisione del Brandeburgo, mentre nel 1913 divenne comandante generale della IX armata.

### La prima guerra mondiale
Dopo la Battaglia di Tirlemont nell'agosto del 1914 Quast venne promosso al rango di generale di fanteria. Egli combatté nuovamente nella Battaglia della Somme e nel 1916 a Péronne. Dopo la conclusione di questi conflitti, l'11 agosto 1916, l'Imperatore Guglielmo II di Germania gli conferì la medaglia dell'Ordine Pour le Mérite.
Il 24 gennaio 1917 egli venne nominato comandante generale della guardia ma rimase in carica per breve tempo in quanto il 9 settembre 1917 il Kaiser lo nominò comandante in capo alla 6ª armata. Il 10 aprile 1918 von Quast ottenne la corona d'alloro per la decorazione Pour le mèrite.
Il 27 dicembre 1918 egli ottenne il comando supremo, ma dopo la sigla del trattato di Versailles nel 1919 egli rassegnò le proprie dimissioni il 7 luglio di quello stesso anno.